# Sak Lek
Sak Lek (em tailandês: สาก เหล็ก) é um distrito (amphoe) da Tailândia, localizado na província de Phichit, na Região Norte do país.